# スコッチ・メイデン

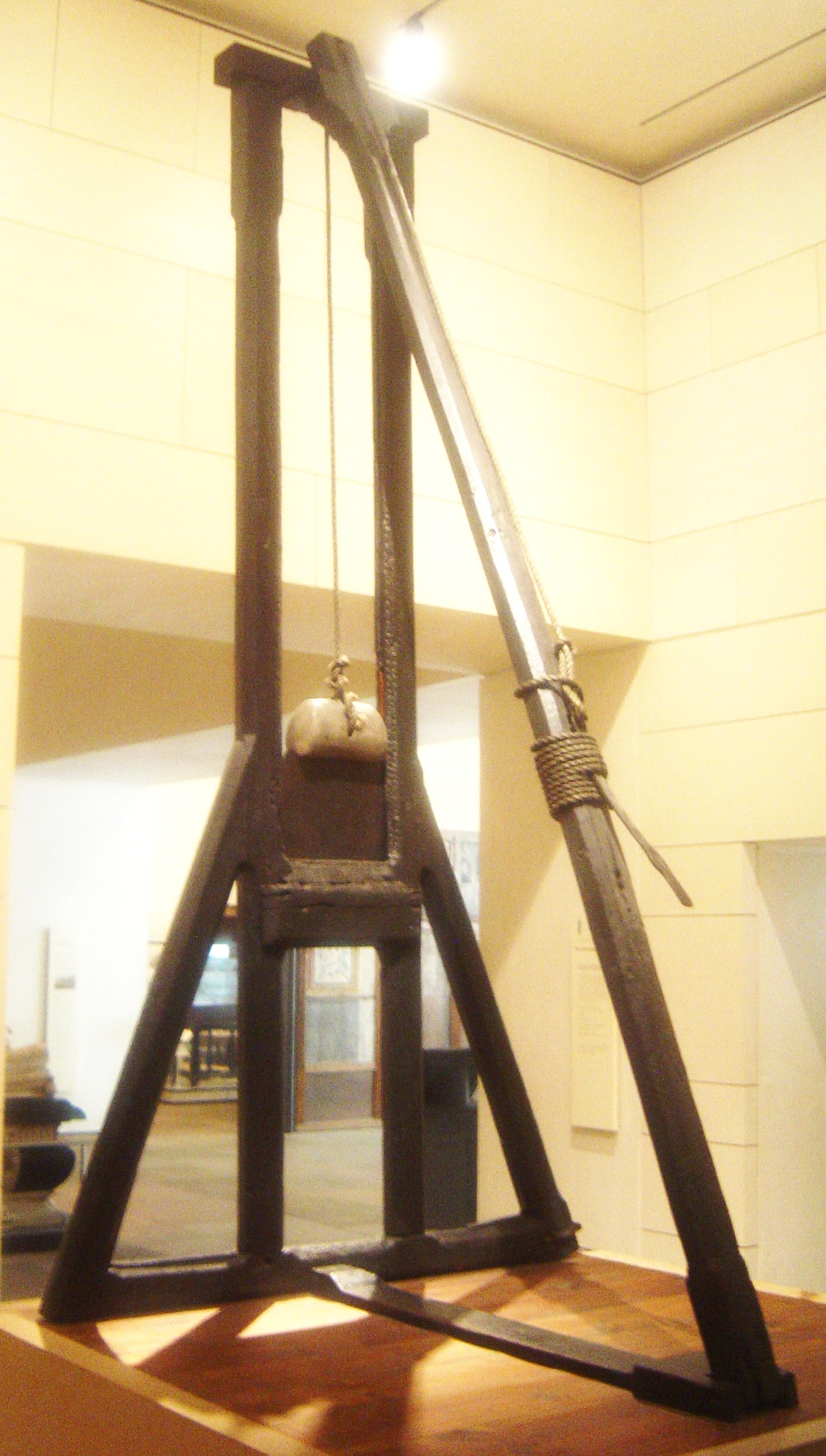
"国立スコットランド博物館の展示"

スコッチ・メイデン(Scottish Maiden)とは、スコットランドで使用されていた処刑道具である。

## 概要
ギロチンと同様に約75ポンド（34kg）の斧の刃が落下することによって首を切断する。
スコットランド王ジェームズ6世の摂政だった第4代モートン伯爵ジェームズ・ダグラスがイングランドのハリファックス断頭台を参考にして導入したと言われており、1564年から1708年まで使用され150人以上が処刑されたが、その中にはモートン伯自身が含まれている。
現在は国立スコットランド博物館に展示されている。

## その他
フランスのギロチンと類似しているためによく混同されるが、ギロチンよりも昔の物であり、ギロチンの開発時に参考にされたとも言われている。
類似の道具にハリファックス断頭台がある。